# Freies Radio Freistadt

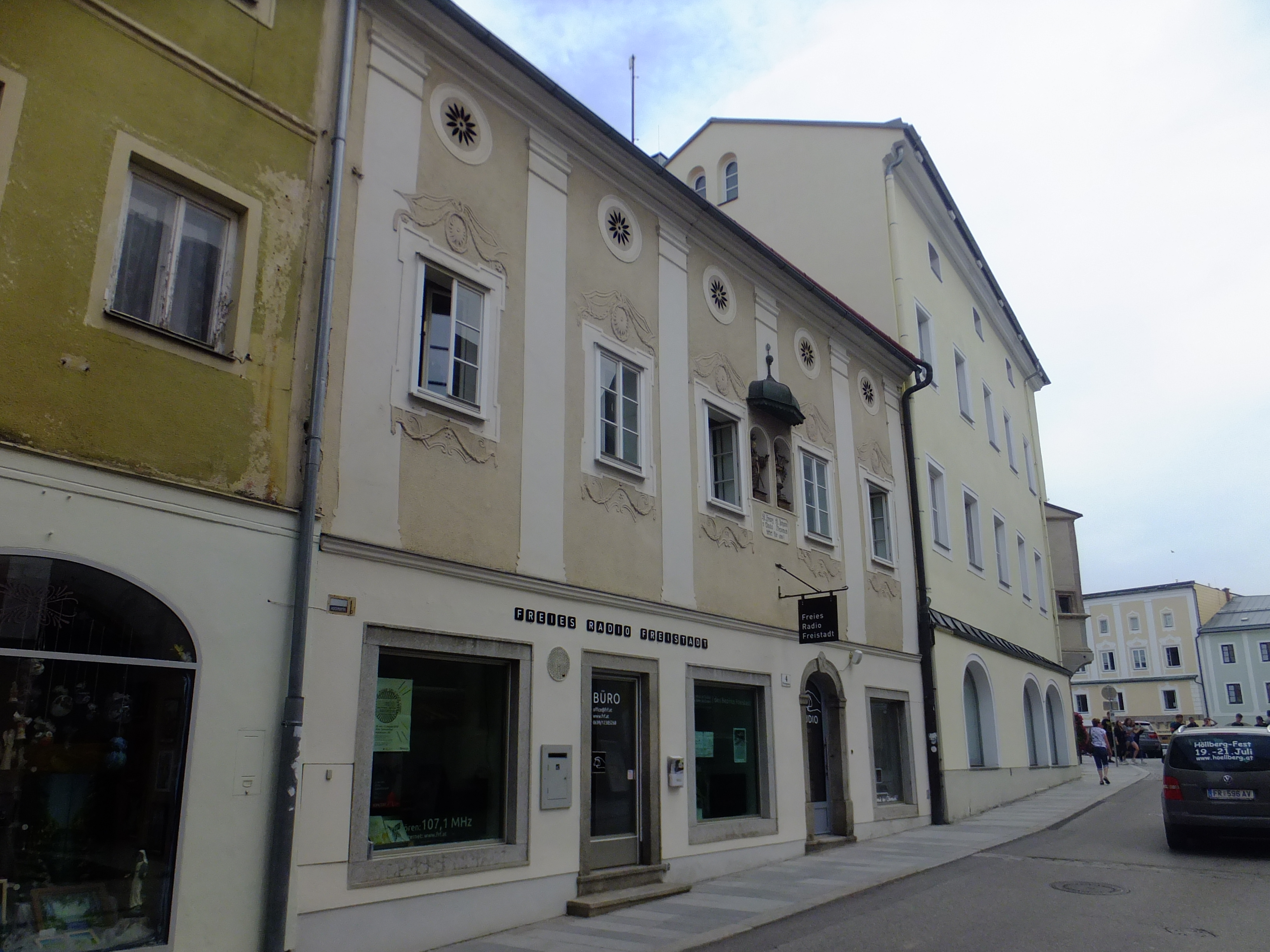
Freistadt, Pfarrgasse 4, Der Sitz des Freies Radio Freistadt

Das Freie Radio Freistadt (FRF) ist ein österreichischer nichtkommerzieller Radiosender und sendet seit 3. März 2005 täglich 24 Stunden im Bezirk Freistadt sowie in Teilen der angrenzenden Bezirke Perg und Urfahr-Umgebung in Oberösterreich. Das Programm kann man teilweise auch im Oberösterreichischen Zentralraum empfangen und wird als  Live-Stream angeboten. Viele Sendungen stehen unbefristet im Online-Archiv der Freien Radios zur Verfügung. Studio und Büro befinden sich in der Pfarrgasse in der Altstadt von Freistadt.
Frequenzen: 107,6 / 107,1 / 103,1 / 100,0 / 88,4 MHz

## Organisation
Trägerin des Freien Radio Freistadt ist die Freier Rundfunk Freistadt GmbH. Das gemeinnützige Unternehmen steht im verteilten Eigentum regionaler Initiativen, Vereinen und Akteuren des kulturellen und gesellschaftlichen Lebens sowie dem Linzer Radio FRO. Das Freie Radio Freistadt ist nach den Grundsätzen der österreichischen Freien Radios gemeinnützig, nicht auf Gewinn ausgerichtet und verzichtet ausdrücklich auf kommerzielle Produktwerbung.

## Programm
Nach dem Prinzip des offenen Zugangs wird das Programm ehrenamtlich und eigenverantwortlich von zahlreichen Vereinen und Initiativen aus der Region gestaltet. Das Freie Radio Freistadt bringt rund 70 unterschiedliche regional produzierte Sendungen im Tages-, Wochen oder Monatsrhythmus. Darüber hinaus werden Programme aus Tschechien (erstmals kontinuierlich in Oberösterreich), von Radius 106,6 (Schulradio im Gymnasium Freistadt), vom Linzer Radio FRO und anderer Freier Radios übernommen. Seit 1. Jänner 2009 übernimmt das Freie Radio Freistadt auch das deutschsprachige Magazin von Radio Prag.
Jährlich werden rund 1900 Stunden redaktionelle Sendungen in der Region produziert. Insgesamt arbeiten etwa 160 Radiobegeisterte zwischen 8 und 80 Jahren aus den unterschiedlichsten Bereichen ehrenamtlich am Programm mit. Neben regionalen Jugendeinrichtungen, Sozialinitiativen, Kulturvereinen und Schulen sind es vor allem zahlreiche Senioren, die den Offenen Zugang nutzen.

## Partnerschaften
Das Freie Radio Freistadt ist Mitglied im Verband Freier Rundfunk Österreich (VFRÖ) und im Community Media Forum Europe (CMFE).
Das Freie Radio Freistadt ist Mitbegründer und Gesellschafter der DORF TV GmbH, die unter dem Namen dorf  in OÖ eine Zulassung für terrestrisches, digitales nichtkommerziellen TV besitzt und seit 22. Juni 2010 auf Sendung ist.

## Auszeichnungen
2010 hat das Freie Radio Freistadt gemeinsam mit dem Freien Radio Salzkammergut als Anerkennung für langjähriges kultur- und medienpolitisches Engagement den „Kleinen Landespreis für initiative Kulturarbeit“ des Landes Oberösterreich bekommen.